# Jean-Rabel
Jean-Rabel, in creolo haitiano Jan Rabèl, è un comune di Haiti facente parte dell'arrondissement di Môle-Saint-Nicolas nel dipartimento del Nordovest.